# ザキア・フダダディ
ザキア・フダダディ（パシュトー語: ذکیه خدادادی、パシュトー語ラテン翻字: Zakia Khudadadi、1998年9月29日– ）は、アフガニスタンのパラテコンドー競技者。2016年にアフリカ国際パラテコンドー選手権で優勝。2021年にはアフガニスタンにおける史上2人目の女性パラリンピック代表に選出された。
2024年パリパラリンピックでは2016年の難民選手団結成以降としては初のメダルとなる、銅メダルを獲得した。

## 生い立ち
ザキア・フダダディはアフガニスタン西部のヘラート州にて誕生。右腕に先天の障害を持つ。
ザキア・フダダディがパラテコンドーを始めたのは、2008年と2012年にロフラ・ニクパイがオリンピックのテコンドー競技で銅メダルを獲得したことがきっかけであった。ロフラ・ニクパイはアフガニスタンに史上初のオリンピックメダルをもたらし、ザキア・フダダディはその活躍に触発された。
2001年のカブール陥落によりタリバン政権が崩壊すると、アフガニスタンの女性たちには、男性と同様のスポーツイベントに参加することが奨励されるようになった。だがザキア・フダダディの出身地であるヘラート州ではタリバンの残党が存在していたため、地元のクラブチームから大会へ出場する機会が妨げられており、トレーニングのほとんどを自宅の裏庭で行っていた。
2016年、18歳の時にアフリカ国際パラテコンドー選手権で優勝。

## 2020年東京パラリンピック
2021年5月、ザキア・フダダディは2020年東京パラリンピックのテコンドー競技アジア予選にて、K44 49Kg級で銅メダルを獲得。ザキア・フダダディは国際パラリンピック委員会からワイルドカード枠での出場権獲得を通知された。2004年アテネパラリンピックのマレーナ・カリムに続く、アフガニスタン史上2人目の女性パラリンピック代表選出であった。この決定について、ザキア・フダダディは「ワイルドカード枠で大会に出場できるという通知を受けたとき、とても興奮した」「驚きがあったが、不安もある。大会まで2か月しかなく、しかも使える施設がほとんどないため、十分な準備ができるか心配だ」と述べた。ザキア・フダダディは大会に備えて、公園や裏庭などでトレーニングを続けた。
だが2021年8月に入ると、反政府武装勢力タリバンの攻勢により、状況が急変した。8月15日にカーブルが陥落すると、翌16日に国際パラリンピック委員会は、東京パラリンピックにアフガニスタン代表選手が出場できなくなったと発表した。アフガニスタン・パラリンピック委員会のアリアン・サディキ代表は「落胆している」「すべての状況があまりに急速に大混乱に陥り、パラリンピック大会を棄権せざるを得なくなった」と述べた。TBSテレビの中東特派員須賀川拓はザキア・フダダディについて、「泣いてた。ただただ、泣いてた」「彼女は絶望的。見てられない」と報じた。
ザキア・フダダディはカーブル陥落の数日前、アフガニスタン西部ヘラート州の自宅を出発してカーブルに向かい、カーブルから飛行機で移動して8月17日に東京に到着する予定であった。だがカーブルに到着後、東京行きの便が出発するまでの間に、タリバンによってカーブルが占拠された。カーブル陥落後、空港は国外脱出しようとする人々が押し寄せたことで混乱状態に陥った。ザキア・フダダディはカーブルの親戚の家に避難し、「今は屋外に出られる状況ではない」と述べた。8月18日、ザキア・フダダディは助けを求める動画をロイター通信に送り、自身の想いを述べた。
オーストラリア、イギリス、フランスの支援を得て、8月23日にホサイン・ラスーリと共にカーブル国際空港よりアフガニスタンから脱出した。
8月28日東京に到着、9月2日の競技に出場を果たしたが、本戦、敗者復活戦共に初戦で敗退した。